# Albrecht zu Castell-Castell

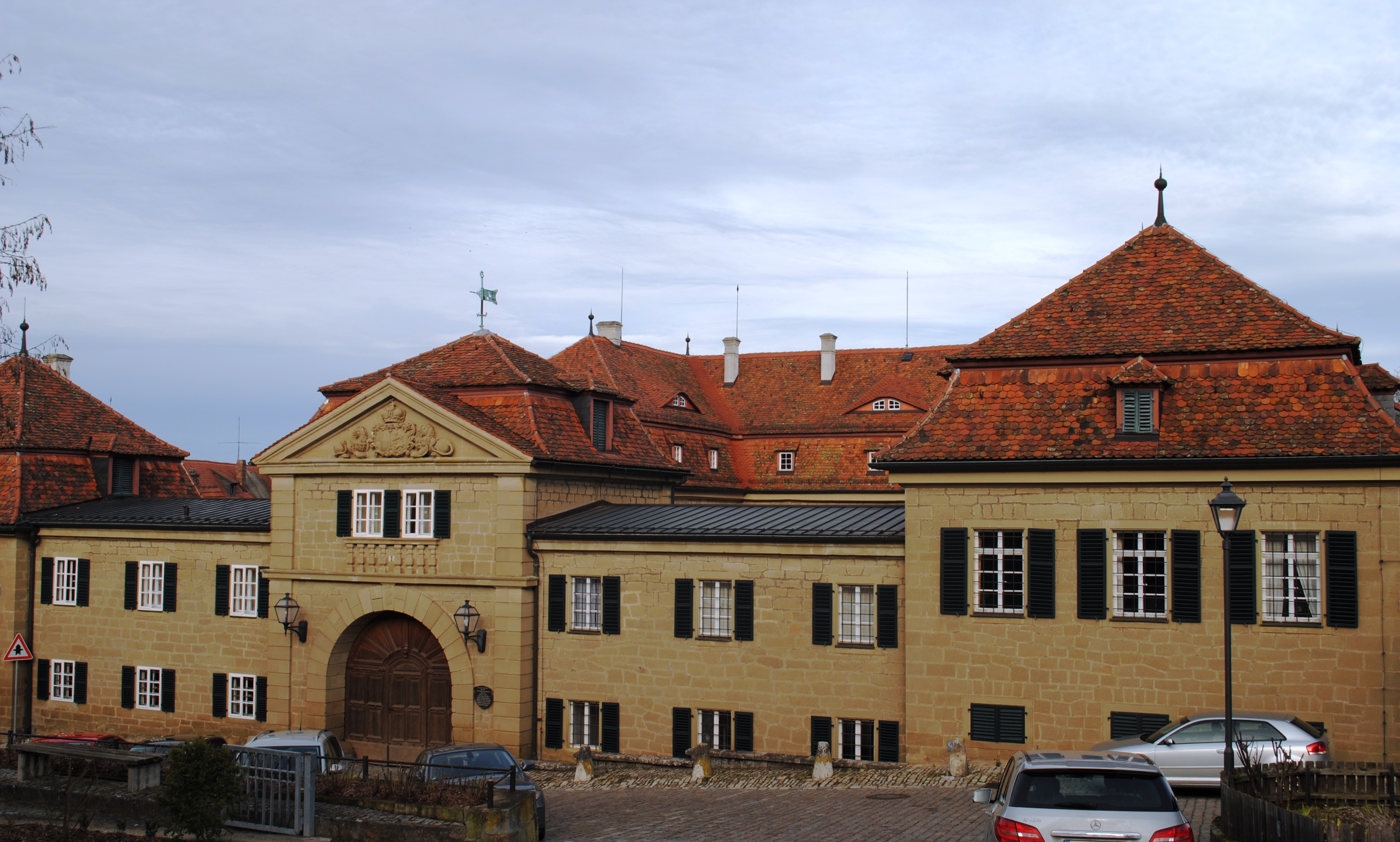
Schloss Castell

Albrecht Friedrich Carl Fürst zu Castell-Castell (Castell, 13 augustus 1925 – Kitzingen, 9 mei 2016) was hoofd van de linie Castell-Castell en de 3e vorst van Castell-Castell.

## Biografie
Castell-Castell werd geboren als Graf zu Castell-Castell, lid van het geslacht Castell en als zoon van Carl zu Castell-Castell (1897-1945), 2e vorst van Castell-Castell, en Anna-Agnes Prinzessin zu Solms-Hohensolms-Lich (1899-1987). Hij was reserveluitenant en ereridder in de Johanniterorde. Hij was mede-eigenaar en bestuurder van de Fürstlichen Castell'schen Bank, de oudste bank van Beieren en in het bezit van het geslacht Castell. Voorts beheerde hij het landgoederenbezit van deze linie. Hij volgde in 1945 zijn vader op als hoofd van de linie Castell-Castell en vorst van Castell-Castell. In 1951 trouwde hij met Marie-Louise Prinzessin zu Waldeck und Pyrmont (1930), lid van het geslacht Zu Waldeck und Pyrmont en dochter van Max Prinz zu Waldeck und Pyrmont (1898-1981).
Uit het huwelijk werden acht kinderen geboren, onder wie:
- Erfgraaf Maximiliaan zu Castell-Castell (1953-1974)
- Ferdinand Friedrich Carl Fürst zu Castell-Castell (1965), opvolger van zijn vader
  - Carl Eduard Ferdinand Michael Rupert Friedrich Gottfried Erbgraf zu Castell-Castell (2001)

Hij bewoonde met zijn familie het stamslot van deze linie van het geslacht, Schloss Castell. (Formeel was hij volgens het Duitse naamrecht Graf zu Castell-Castell; volgens familietraditie wordt hij echter aangeduid als Fürst zu Castell-Castell.)
Hij overleed op 90-jarige leeftijd.